# 필리핀의 대통령 목록
아래는 필리핀의 대통령 목록이다.

## 역대 대통령 목록
| 대                                                                | 사진                        | 성명 (출생일~사망일)                                            | 임기                        | 임기                        | 임기                        | 정당                        | 정당                               | 선거                | 부통령                   | 부통령             | 헌정 체제 |
| 대                                                                | 사진                        | 성명 (출생일~사망일)                                            | 취임일                      | 퇴임일                      | 재임 기간                   | 정당                        | 정당                               | 선거                | 부통령                   | 부통령             | 헌정 체제 |
| ----------------------------------------------------------------- | --------------------------- | --------------------------------------------------------------- | --------------------------- | --------------------------- | --------------------------- | --------------------------- | ---------------------------------- | ------------------- | ------------------------ | ------------------ | --------- |
| 1                                                                 | 에밀리오 아기날도           | 에밀리오 아기날도 (1869년 3월 22일 ~ 1964년 2월 6일) (94세)     | 1899년 1월 23일             | 1901년 3월 23일 [1]         | 2년 59일                    |                             | 무소속                             | 1899년 선거         | 없음 [2]                 | 없음 [2]           | 제1공화국 |
| 미국 대통령의 임명을 받은 미국령 필리핀 총독이 필리핀을 통치했다. |                             |                                                                 |                             |                             |                             |                             |                                    |                     |                          |                    |           |
| 2                                                                 | 마누엘 L. 케손              | 마누엘 L. 케손 (1878년 8월 19일 ~ 1944년 8월 1일) 65세)         | 1935년 11월 15일            | 1944년 8월 1일 [3]          | 8년 260일                   |                             | 국민당                             | 1935년 선거         | 세르히오 오스메냐        |                    | 자치령    |
| 2                                                                 | 마누엘 L. 케손              | 마누엘 L. 케손 (1878년 8월 19일 ~ 1944년 8월 1일) 65세)         | 1935년 11월 15일            | 1944년 8월 1일 [3]          | 8년 260일                   | 1941년 선거                 | 국민당                             |                     | 세르히오 오스메냐        |                    | 자치령    |
| 3                                                                 | 호세 P. 라우렐              | 호세 P. 라우렐 (1891년 3월 9일 ~ 1959년 11월 6일) (68세)        | 1943년 10월 14일            | 1945년 8월 17일             | 1년 307일                   |                             | 칼리바피                           | 1943년 선거         | 없음 [2]                 | 없음 [2]           | 제2공화국 |
| 4                                                                 | 세르히오 오스메냐           | 세르히오 오스메냐 (1878년 9월 9일 ~ 1961년 10월 9일) (83세)     | 1944년 8월 1일              | 1946년 5월 28일             | 1년 300일                   |                             | 국민당                             | 1941년 선거         | 공석 [4]                 | 공석 [4]           | 자치령    |
| 5                                                                 | Manuel Roxas                | 마누엘 로하스 (1892년 1월 1일 ~ 1948년 4월 15일) (56세)         | 1946년 5월 28일             | 1948년 4월 15일 [3]         | 1년 323일                   |                             | 자유당                             | 1946년 선거         | 엘피디오 키리노          |                    | 자치령    |
| 5                                                                 | Manuel Roxas                | 마누엘 로하스 (1892년 1월 1일 ~ 1948년 4월 15일) (56세)         | 1946년 5월 28일             | 1948년 4월 15일 [3]         | 1년 323일                   | 제3공화국                   | 자유당                             | 1946년 선거         | 엘피디오 키리노          |                    |           |
| 공석 1948년 4월 15일 ~ 17일                                       | 공석 1948년 4월 15일 ~ 17일 | 공석 1948년 4월 15일 ~ 17일                                     | 공석 1948년 4월 15일 ~ 17일 | 공석 1948년 4월 15일 ~ 17일 | 공석 1948년 4월 15일 ~ 17일 | 공석 1948년 4월 15일 ~ 17일 | 공석 1948년 4월 15일 ~ 17일        | 1946년 선거         | 공석 [4]                 | 공석 [4]           |           |
| 6                                                                 | 엘피디오 키리노             | 엘피디오 키리노 (1890년 11월 16일 ~ 1956년 2월 29일) (65세)     | 1948년 4월 17일             | 1953년 12월 30일            | 5년 257일                   |                             | 자유당 [6]                         | 1946년 선거         | 공석 [4]                 | 공석 [4]           |           |
| 6                                                                 | 엘피디오 키리노             | 엘피디오 키리노 (1890년 11월 16일 ~ 1956년 2월 29일) (65세)     | 1948년 4월 17일             | 1953년 12월 30일            | 5년 257일                   | 1949년 선거                 | 자유당 [6]                         | 페르난도 로페스[7]  |                          |                    |           |
| 6                                                                 | 엘피디오 키리노             | 엘피디오 키리노 (1890년 11월 16일 ~ 1956년 2월 29일) (65세)     | 1948년 4월 17일             | 1953년 12월 30일            | 5년 257일                   | 1949년 선거                 | 자유당 [6]                         | 페르난도 로페스[7]  |                          |                    |           |
| 7                                                                 | 라몬 막사이사이             | 라몬 막사이사이 (1907년 8월 31일 ~ 1957년 3월 17일) (49세)      | 1953년 12월 30일            | 1957년 3월 17일 [3]         | 3년 77일                    |                             | 국민당                             | 1953년 선거         | 카를로스 P. 가르시아     |                    |           |
| 8                                                                 | 카를로스 P. 가르시아        | 카를로스 P. 가르시아 (1896년 11월 4일 ~ 1971년 6월 14일) (74세) | 1957년 3월 18일             | 1961년 12월 30일            | 4년 287일                   |                             | 국민당                             | 1953년 선거         | 공석 [4]                 | 공석 [4]           |           |
| 8                                                                 | 카를로스 P. 가르시아        | 카를로스 P. 가르시아 (1896년 11월 4일 ~ 1971년 6월 14일) (74세) | 1957년 3월 18일             | 1961년 12월 30일            | 4년 287일                   | 1957년 선거                 | 국민당                             | 디오스다도 마카파갈 |                          |                    |           |
| 9                                                                 | 디오스다도 마카파갈         | 디오스다도 마카파갈 (1910년 9월 28일 ~ 1997년 4월 21일) (86세)  | 1961년 12월 30일            | 1965년 12월 30일            | 4년 0일                     |                             | 자유당                             | 1961년 선거         | 엠마누엘 펠라에스        |                    |           |
| 10                                                                | 페르디난드 마르코스         | 페르디난드 마르코스 (1917년 9월 11일 ~ 1989년 9월 28일) (72세)  | 1965년 12월 30일            | 1986년 2월 25일 [8]         | 20년 57일                   |                             | 국민당                             | 1965년 선거         | 페르난도 로페스          |                    |           |
| 10                                                                | 페르디난드 마르코스         | 페르디난드 마르코스 (1917년 9월 11일 ~ 1989년 9월 28일) (72세)  | 1965년 12월 30일            | 1986년 2월 25일 [8]         | 20년 57일                   | 1969년 선거                 | 국민당                             |                     | 페르난도 로페스          |                    |           |
| 10                                                                | 페르디난드 마르코스         | 페르디난드 마르코스 (1917년 9월 11일 ~ 1989년 9월 28일) (72세)  | 1965년 12월 30일            | 1986년 2월 25일 [8]         | 20년 57일                   | 없음 [2]                    | 없음 [2]                           | 계엄령              |                          |                    |           |
| 10                                                                | 페르디난드 마르코스         | 페르디난드 마르코스 (1917년 9월 11일 ~ 1989년 9월 28일) (72세)  | 1965년 12월 30일            | 1986년 2월 25일 [8]         | 20년 57일                   | 없음 [2]                    | 없음 [2]                           | 계엄령              | 신사회운동당             |                    |           |
| 10                                                                | 페르디난드 마르코스         | 페르디난드 마르코스 (1917년 9월 11일 ~ 1989년 9월 28일) (72세)  | 1965년 12월 30일            | 1986년 2월 25일 [8]         | 20년 57일                   | 없음 [2]                    | 없음 [2]                           | 1981년 국민투표     | 제4공화국                |                    |           |
| 11                                                                | 코라손 아키노               | 코라손 아키노 (1933년 1월 25일 ~ 2009년 8월 1일) (76세)         | 1986년 2월 25일             | 1992년 6월 30일             | 6년 126일                   |                             | 통합국민 민주기구[9]               | 1986년 선거         | 제4공화국                | 살바도르 라우렐[9] |           |
| 11                                                                | 코라손 아키노               | 코라손 아키노 (1933년 1월 25일 ~ 2009년 8월 1일) (76세)         | 1986년 2월 25일             | 1992년 6월 30일             | 6년 126일                   | 제5공화국                   | 통합국민 민주기구[9]               | 1986년 선거         |                          | 살바도르 라우렐[9] |           |
| 11                                                                | 코라손 아키노               | 코라손 아키노 (1933년 1월 25일 ~ 2009년 8월 1일) (76세)         | 1986년 2월 25일             | 1992년 6월 30일             | 6년 126일                   | 무소속                      |                                    | 1986년 선거         |                          | 살바도르 라우렐[9] |           |
| 11                                                                | 코라손 아키노               | 코라손 아키노 (1933년 1월 25일 ~ 2009년 8월 1일) (76세)         | 1986년 2월 25일             | 1992년 6월 30일             | 6년 126일                   |                             |                                    | 1986년 선거         |                          | 살바도르 라우렐[9] |           |
| 12                                                                | 피델 V. 라모스              | 피델 V. 라모스 (1928년 3월 18일 ~ 2022년 7월 31일) (94세)       | 1992년 6월 30일             | 1998년 6월 30일             | 6년 0일                     |                             | 국민의 힘 -기독민주 국가연합당     | 1992년 선거         | 조셉 에스트라다[10]      |                    |           |
| 12                                                                | 피델 V. 라모스              | 피델 V. 라모스 (1928년 3월 18일 ~ 2022년 7월 31일) (94세)       | 1992년 6월 30일             | 1998년 6월 30일             | 6년 0일                     |                             | 국민의 힘 -기독민주 국가연합당     | 1992년 선거         | 조셉 에스트라다[10]      |                    |           |
| 13                                                                | 조셉 에스트라다             | 조셉 에스트라다 (1937년 4월 19일 ~) (88세)                      | 1998년 6월 30일             | 2001년 1월 20일 [11]        | 2년 204일                   |                             | 애국필리핀 평민저항당              | 1998년 선거         | 글로리아 마카파갈 아로요 |                    |           |
| 14                                                                | 글로리아 마카파갈 아로요    | 글로리아 마카파갈 아로요 (1947년 4월 5일 ~) (78세)              | 2001년 1월 20일             | 2010년 6월 30일             | 9년 161일                   |                             | 국민의 힘 -기독민주 국가연합당[12] | 1998년 선거         | 공석                     | 공석               |           |
| 14                                                                | 글로리아 마카파갈 아로요    | 글로리아 마카파갈 아로요 (1947년 4월 5일 ~) (78세)              | 2001년 1월 20일             | 2010년 6월 30일             | 9년 161일                   | 테오피스토 깅고나 2세       | 국민의 힘 -기독민주 국가연합당[12] | 1998년 선거         |                          |                    |           |
| 14                                                                | 글로리아 마카파갈 아로요    | 글로리아 마카파갈 아로요 (1947년 4월 5일 ~) (78세)              | 2001년 1월 20일             | 2010년 6월 30일             | 9년 161일                   | 2004년 선거                 | 국민의 힘 -기독민주 국가연합당[12] | 노리 데 카스트로    |                          |                    |           |
| 15                                                                | 베니그노 아키노 3세         | 베니그노 아키노 3세 (1960년 2월 8일 ~ 2021년 6월 24일) (61세)   | 2010년 6월 30일             | 2016년 6월 30일             | 6년 0일                     |                             | 자유당                             | 2010년 선거         | 제조마 비나이[13]        |                    |           |
| 15                                                                | 베니그노 아키노 3세         | 베니그노 아키노 3세 (1960년 2월 8일 ~ 2021년 6월 24일) (61세)   | 2010년 6월 30일             | 2016년 6월 30일             | 6년 0일                     |                             | 자유당                             | 2010년 선거         | 제조마 비나이[13]        |                    |           |
| 15                                                                | 베니그노 아키노 3세         | 베니그노 아키노 3세 (1960년 2월 8일 ~ 2021년 6월 24일) (61세)   | 2010년 6월 30일             | 2016년 6월 30일             | 6년 0일                     |                             | 자유당                             | 2010년 선거         | 제조마 비나이[13]        |                    |           |
| 16                                                                | 로드리고 두테르테           | 로드리고 두테르테 (1945년 3월 28일 ~) (80세)                    | 2016년 6월 30일             | 2022년 6월 30일             | 6년 0일                     |                             | 필리핀 민주당 - 인민의 힘          | 2016년 선거         | 레니 로브레도            |                    |           |
| 17                                                                | 봉봉 마르코스               | 봉봉 마르코스 (1957년 9월 13일 ~) (67세)                        | 2022년 6월 30일             |                             | 3년 38일                    |                             | 필리핀 연방당                      | 2022년 선거         | 사라 두테르테            |                    |           |

## 같이 보기
관련 항목
- 필리핀의 부통령
- 필리핀의 임시 대통령 목록
- 필리핀의 총리

관련 주제
- 필리핀
- 필리핀의 정치

## 주해
1. ↑  대통령 대수는 이어지는 것으로 규정됐다. 예를 들어, 마누엘 L. 케손은 재선했으나 제2, 3대 대통령이 아니라 제2대 대통령으로 분류된다. [주 1] 이 같은 이유로, 제5대 대통령 마누엘 로하스의 사거로, 부통령이었던 엘피디오 키리노가 대통령 선거없이 로하스의 남은 임기를 마저 채웠으나 제6대 대통령이 된다.
2. ↑  아기날도가 필리핀-미국 전쟁 중 이사벨라 팔라난에서 생포되면서 임기가 종료된다.[2][주 2]
3. 1 2 3  대통령 임기 종료 후 다시 대통령 선거에 출마한 적이 있다.[주 3]
4. ↑  말로로스 헌법에는 부통령이 없다.[9]
5. ↑  필리핀 자치령 수립과 함께 임기가 시작됐다.[15][주 1]
6. ↑  임기 중 뉴욕 세라낙 레이크에서 결핵으로 사거.[16]
7. ↑  1935년 헌법이 1940년에 개헌되면서 대통령과 부통령의 임기가 6년에서 4년으로 단축되고 연임이 가능하게 됐지만, 헌법의 (대통령 임기는 8년 이상 연속으로 할 수 없다라는) 제한 조건으로 인해, 임기는 1943년 11월 15일 까지였다.[주 3] 1943년 제2차 세계 대전이 발발하며, 대통령 케손과 부통령 오스메냐는 비상 취임 선서를 하게 됐고, 임기가 연장됐다.[2][14]
8. ↑  제2차 세계 대전 중 일본이 필리핀을 점령하고, 괴뢰 정권을 세우면서 임기가 시작됐다.[19][20] 자치령 정부는 호주와 미국에 망명정부로서 존속했다.[15][21] 필리핀은 동시에 두 명의 대통령이 있었다.[2] 법률상으로는 자치령 대통령이, 사실상으로는 라우렐이 있었다.[22] 이러한 이유로 라우렐은 1960년대 이전까지는 정부에서 대통령으로 간주하지 않았다.[23]
9. ↑  일본이 연합국에게 항복하기 이틀 전에 제2 공화국이 해산하며 임기가 종료됐다.[23][20][주 4] 자치령 정부는 세르히오 오스메냐를 제4대 대통령을 필두로 필리핀에 재수립했다,[19][2][주 5]
10. ↑  이전에 국민당과 합당했으나,[17] 일본이 조직한 칼리바피가 제2공화국 국회에서 "비정치 봉사 조직"으로서 세워진다.[26] 전쟁 전 모든 정당들이 칼리바피로 대체됐다.[19][23]
11. ↑  1943년 필리핀 헌법에는 부통령 직이 없다.[9][27]
12. 1 2 3 4 5  낙선 (재선 실패).[주 3]
13. 1 2 3  1987년 필리핀 헌법 개정 이전까지, 공석이된 부통령 자리를 채우는 것에 대한 장치가 없었다.[7][6] 개헌 이후 글로리아 마카파갈 아로요가 테오피스토 깅고나 2세를 공석이 된 부통령으로 임명하며, 부통령을 임명한 첫 번째 대통령이 됐다.
14. ↑  재임 중 팜팡가 클라크 공군 기지에서 심장 마비로 사거.[33]
15. ↑  당시에 자유당은 독립된 정당이 아니었다, 단미 민주당의 한 분파였다.[32] 1947년에 이르러 분당하여 독립된 정당이 된다.[34]
16. ↑  필리핀 자치령이 1946년 7월 4일을 끝으로 막을 내리며, 제3공화국이 시작된다.[2][35]
17. ↑  자유당은 1949년 두 개의 파로 나뉜다. 하나는 차기 대통령을 꿈구던 호세 아벨리노가 이끄는 아벨리노 파와, 키리노 파.[39]
18. ↑  임기 중 항공기 추락 사고로 세부 마눙가 산에서 사거.[43][44]
19. ↑  피플 파워 혁명으로 하야.[주 6]
20. ↑  마르코스의 계엄령 선포와 함께 임기가 종료됐다.[9][주 7]
21. ↑  마르코스는 1973년 그의 마지막 임기인 2기 임기의 말미에 다다르자, 1972년 9월 23일 포고령 1081호를 통해 계엄령을 선포하며 친위 쿠데타를 벌인다. 계엄령의 일반 명령 1번은 모든 권력을 대통령에게 이양한다고 되어 있었으며 이는 마르코스가 명령으로 통치할 수 있게됐다.[60]
22. ↑  1978년 6월 12일부터 1981년 6월 30일까지 총리를 겸임했다.[51][주 7]
23. ↑  1973년 헌법이 1984년 1월 27일에 국민투표를 통해 개정되며 부통령 직을 복위시켰다.[9][62][주 7]
24. ↑  1973년 헌법이 1981년에 개정되며 재선에 대한 제한이 없어졌다.[주 3]
25. ↑  1981년 1월 17일  페르디난드 마르코스가 포고령 2045호로 계엄령을 선포하며,[60] 제4공화국이 시작된다.[35]
26. ↑  1986년 조기 선거의 승리 선포로 임기가 시작됐다..[주 6]
27. ↑  1986년 3월 25일 코라손 아키노가 1986년 자유 헌법로 칭하는 임시 헌법을 공포했다.[65] 1987년 2월 2일 현재의 헌법으로 대체되기 전까지 유효했으며,[65] 제5공화국의 시작을 알렸다.[2]
28. ↑  대법원은 에스트라다가 사임했다고 발표했고 제2차 EDSA 혁명에 따라 대통령직을 공석으로 했다.[72]
29. ↑  내일을 위한 진리와 경험 연합당(필리핀어: Koalisyon ng Katapatan at Karanasan sa Kinabukasan 코알리숀 낭 마타파탄 앗 카라나산 사 키나부카산)과 손을 맺었다.[75]

### 주
1. 1 2  에밀리오 아기날도가 만약 1935년 필리핀 대통령 선거에서 승리했다면 1935년 11월까지 대통령 직이 폐지됐었기 때문에, 제2대 대통령으로 분류됐을 것이다.[1]
2. ↑  9일 후 아기날도는 미국에 충성 서약을 했고, 제1공화국이 막을 내린다.[3]
3. 1 2 3 4  6년을 재임하고 또 다른 6년의 중임을 제한하던 1973년 헌법이 1981년에 개정되기 전까지는,[4][5] 4년 임기의 대통령은 중임이 가능했다. 개정된 1935년 헌법에 따르면 "그 누구도 대통령 직을 8년 연속으로 재임할 수 없다"라고 명시돼있다.[6] 현행되는 1987년 헌법이 공표됐을 때 그 이전의 헌법들을 폐지시켰고, 더 이상 대통령은 중임이 불가능하게 됐다. 하지만 4년 이상 대통령 직을 수행하지 않는 경우에는 그 다음 6년 임기의 중임이 가능하다.[7]
4. ↑  1945년 9월 17일 필리핀 대법원이 이 불법 정부를 제2공화국을 데 팍토 정부로 선언했다.[23] 제2공화국의 법들을 모두 무효로 됐으나,[2][23] 라우렐은 1960년대에 필리핀 대통령 일원으로 포함됐다.[23]
5. ↑  필리핀 자치령 정부는 1945년 2월 27일 법적으로 재건을 선포하기 이전에[24], 이미 레이테 전투 중인 1944년 10월 23일 타클로반에 임시로 세워졌었다.[25]
6. 1 2  1986년 2월 25일 페르디난드 마르코스와 코라손 아키노 둘 다 대통령 취임 선서를 했다. 사실상 필리핀은 또 다시 두명의 대통령을 동시에 있게됐으나, 고작 9시간 동안이었다.[55] 마르코스의 정적이고 코라손의 남편인 베니그노 아키노 2세가 1983년 암살된 후,[56] 마르코스는 조기 선거를 실시하고 비난이 난무하던 2월 4일 조기선거에서 승리했다고 2월 15일에 선언한다,[55][57] 그러나 NAMFREL이 독자적으로 2월 16일 아키노를 정식적으로 당선된 대통령으로 선포한다.[58][59] 이 사건은 2월 22~25일동안 열린 피플 파워 혁명(시민 혁명)의 도화선이 됐다. 이 시민 혁명으로 마르코스는 하와이로 명명하고 아키노는 대통령에 취임한다.[55][56][59]
7. 1 2 3  1973년 1월 17일 계엄령 시행 중에 1935년 헌법을 철폐하고 제3공화국의 종말을 고하는 1973년 헌법이 비준된다.[9][35] 마르코스가 부르던 "신 사회"(필리핀어: Bagong Lipunan 바공 리푸난)이 시작된다.[35] 바공 리푸난은 의원 내각제를 출범시키고,[61] 부통령이 폐지됐으며 대통령 궐위시 승계를 총리로 이양했다.[9]